# 夏可範
夏可範（1523年—1565年），字子極，號龍溪，江西九江府瑞昌縣人，匠籍，明朝政治人物。

## 生平
嘉靖二十八年（1549年）己酉科江西鄉試第四名舉人，三十五年（1556年）中式丙辰科會試第一百二十五名，三甲第一百六名進士。禮部觀政，授工部主事，四十一年（1562年）改刑部主事，转员外郎，奉命录囚，四十四年（1565年）卒，萬曆六年（1578年）入祀鄉賢祠。著有《龍溪集稿》。

## 著作
著有《龍溪集》。

## 家族
曾祖夏廉富；祖父夏福泰；父夏世臣，母王氏。弟夏可畏、夏可仕。